# فرودگاه مووندوو
فرودگاه مووندوو (به انگلیسی: Moundou Airport) یک فرودگاه همگانی با کد یاتا MQQ است که یک باند فرود آسفالت دارد و طول باند آن ۱۸۰۰ متر است. این فرودگاه در کشور چاد قرار دارد و در ارتفاع ۴۲۸ متری از سطح دریا واقع شده‌است.